# ザクI
ザクI （ザク・ワン、ZAKU I）は、「ガンダムシリーズ」に登場する架空の兵器。有人操縦式の人型機動兵器「モビルスーツ (MS)」のひとつ。初出は、1979年に放送されたテレビアニメ『機動戦士ガンダム』。旧型ザク、または旧ザクとも呼ばれる（名称については後述）。
作中の敵側勢力であるジオン公国軍の量産機で、後継機のザクIIに主力の座を譲った旧式機。テレビ版劇中ではガデムの乗機として登場するが、テレビ版を再編集した劇場版では同機の登場エピソードがカットされた。しかし、第3作『機動戦士ガンダムIII めぐりあい宇宙編』では別の機体が新規作画で端役として登場する。
本記事では、外伝作品などに登場するバリエーション機のほか、前身に当たるプロトタイプザクについても解説する。

## 名称
初出であるテレビ版『機動戦士ガンダム』での唯一の登場エピソードである第3話「敵の補給艦を叩け!」では、本機の名称が呼ばれるのはガデムの「このザクとて、わしと百戦錬磨の戦いの中をくぐり抜けてきたのだ」とシャア・アズナブルの「貴様のザクでは無理だ」という2つの台詞のみであり、いずれも単に「ザク」とされた。
1981年3月発行のラポート刊『機動戦士ガンダム大事典』では、ザクの試作タイプとして「旧型ザク」および「旧ザク」との表記がされている。
1981年10月にバンダイからプラモデル（ガンプラ）として商品化された際には「旧型ザク」とされた。
1981年9月発行の『ガンダムセンチュリー』では、「MS-05 ザクI」（本機）と「MS-06 ザクII」として区別している。この設定は『モビルスーツバリエーション』（1983年 - 1984年）や書籍『ENTERTAINMENT BIBLE (EB)』シリーズ（1989年 - ）でも継承された。2001年3月発行の『機動戦士ガンダム 公式百科事典 GUNDAM OFFICIALS』の解説では、ロールアウト時には「ザク」であったのが、MS-06が「ザクII」とされたことにより、遡って本機が「ザクI」と呼ばれるようになったとしている。OVA『MS IGLOO -1年戦争秘録-』第3話「軌道上に幻影は疾（はし）る」（2004年）では本機が「ザク・ワン」と呼称されている。
その後、「旧ザク」の名称は、漫画『ゼロの旧ザク』（2008年）やプラモデル『HG 1/144 ザクI “旧ザク”(GUNDAM THUNDERBOLT Ver.)』（2016年）といった作品名・商品名にも使用されている。
『機動戦士ガンダム公式Web』では「旧ザク」と表記されており、英語表記として "ZAKU I" が併記されている。

## 設定解説
ジオン公国軍は、地球連邦軍に対する独立戦争に備え、ミノフスキー粒子下における有視界領域における新型の戦闘兵器としてジオニック社のZI-XA3をモビルスーツMS-01として採用、実戦タイプの開発を命じる。それに応え、ジオニック社はYMS-05A「ザク」を提出。一方、ツィマット社は大推力機であるEMS-04「ヅダ」を開発し、宇宙世紀0075年に制式採用の選定試験を実施。性能ではヅダがザクを圧倒しながらも、試験飛行中に事故が発生、その結果安定した性能を発揮したザクが採用されている。
開発にはジオニック社からジオン公国軍に出向したエリオット・レム少佐が携わっている。初期生産型のMS-05Aを経て、実戦用の後期生産型であるMS-05Bが量産化され、総計として820機が生産されている。
機体各部の動力パイプをすべて装甲内に収納していることによる非効率性や、ジェネレーター出力が低いことなど、設計当初から多くの欠点が露見している。その後の改良により、性能全般が向上した「MS-06 ザクII」が完成。これにより一年戦争開戦時にはすでに二線級兵器となるものの、ザクIIの配備数の少なさから、生産されたほぼ全機が実戦参加している。ザクIIの配備が進むと、補給作業などの二線級任務に回されることとなる。しかし、大戦後期になってもザクIを継続して愛用するベテランパイロットも多く、最終決戦の舞台となるア・バオア・クーでも新鋭機と共に配備され、実戦参加している。また地上戦線にもMSの不足を補うべく、多数が投入されている。標準塗装はグリーンとダーク・ブルーを基調とする。

### 武装
105ミリマシンガン
型式番号：ZMP-47D
ザクIIが装備する120ミリマシンガン（ザク・マシンガン）の初期型であり、本兵装も「ザク・マシンガン」と呼ばれることがある。デザインの初出は『講談社ポケットカード8 機動戦士ガンダム モビルスーツコレクション』（1982年）で大河原邦男が描きおろした「ザク（旧タイプ）」が携行しているものである。映像作品での登場はOVA『機動戦士ガンダム MS IGLOO -1年戦争秘録-』（2004年）第2話が初であり、本機以外にヒルドルブも装備している。
口径は105ミリと120ミリの2説があり、当初は105ミリであったが威力不足の指摘が相次ぎ開戦直前に120ミリに引き上げられたとする資料もある。装弾数は100発程度と145発の2説がある。重量は約5トン。
円盤型のドラム・マガジンが右側面に縦に配置され、左側にサイド・スイング式のフォアグリップを備えるが、これは本機の肩関節の自由度を考慮した妥協の結果である。しかしこれにより、本兵装を構えるには一度マガジンを外すことが必要となり、操作性に少なくない課題を残している。
280ミリバズーカ
対艦攻撃用装備。弾倉はなく、砲弾は先込式。「280ミリ核弾頭バズーカ」とも呼ばれ、核弾頭のほかに粘着榴弾、徹甲弾なども発射可能。核弾頭射出用の炸薬が強力であり、反動で肩関節の不具合が発生することがあるため、保護のため右肩上部に追加可能なバズーカ・ラックが用意されている。
初出は『コミックボンボン』1982年10月号（バズーカ・ラックも同じ、名称は「旧型ザク用バズーカ固定器」）。映像作品には登場していない。
ヒート・ホーク
白兵戦用装備。開戦当初はMS戦を想定しておらず、敵の艦や戦闘機に肉迫した際に使用される。なお、開発完了はザクII A型のロールアウトより後とされる。
ガス弾銃
2連装のガス弾発射機。「GG弾ランチャー」とも呼ばれる。
基本用途は催涙ガスを充填する暴徒鎮圧用（または牽制用）であるが、一年戦争緒戦ではGGガスを充填し、コロニー住民の殺害に使用されている。
マルチランチャー（対人兵器）
機体の肩口や膝の側面、腰アーマー等に装着可能。発射された対人弾頭が空中で炸裂、小型の金属片を振り撒き周囲に被害を与える。ザクII JC型用の装備だが、OVA『機動戦士ガンダム 第08MS小隊』第8話でトップ機も使用している。
スパイク・シールド
初出は『機動戦士ガンダム0083 STARDUST MEMORY』でシーマ艦隊のゲルググM（マリーネ）が装備していたものだが、『マスターグレード』や『HGUC』の本機のプラモデルにも付属された。映像作品では装備されていない。
防弾用のシールドに打突用のスパイクを追加したもの。のちのザクIIでは標準固定装備となるが、スパイクは左肩のアーマーに移設されている。
シュツルムファウスト
一年戦争後期で多用された装備。使い捨てのロケットランチャーで、自動追尾装置は持たない。そのため移動する標的に着弾させる事は難しいものの、携帯用の武装としては強力とされる。
そのほか
『機動戦士ガンダムIII めぐりあい宇宙編』に登場する機体や『第08MS小隊』第8話に登場するトップ機はザクII用の120ミリマシンガン（ザク・マシンガン）を装備している。『機動戦士ガンダムΖΖ』ではハイザック用の「ザク・マシンガン改」を携行する。

## 劇中での活躍
機動戦士ガンダム
第3話で、補給部隊の艦長ガデム大尉が自分の補給艦「パプア」を護衛するために本機に乗って出撃する。補給任務自体は成功するも、パプアは爆沈。ガデムは手持ち武器を持たないまま本機でアムロ・レイの乗るガンダムに肉弾戦を仕掛ける。だがガンダムには通用せず、ビーム・サーベルで反撃されて撃破される。
劇場版『機動戦士ガンダムIII めぐりあい宇宙編』では、ア・バオア・クー要塞に120mmザク・マシンガンを持って立つ新作画のシーンが追加されている。
機動戦士ガンダムΖΖ
タイガーバウムを支配するスタンパ・ハロイの民間払い下げMSコレクションの一つとして登場。コックピットはリニアシートに交換されている。機体色はザクIIと同系統。第40話でジュドー・アーシタが搭乗するズゴックと交戦。やはり武器は何も持たず肉弾戦で挑む。タックルでズゴックを倒した後、ニードロップを仕掛けるが回避されアイアンネイルの一撃を受け倒される（撃破シーンはなし）。その後、ハイザック用のザク・マシンガン改で再びジュドーのズゴックを襲う。また、スタンパの館の門にはこれとは別に仁王像を思わせる装飾された二体のザクIがそびえ立っている（機体色は灰色と赤色）。
機動戦士ガンダム 第08MS小隊
第7話でのシロー・アマダの回想場面にて、サイド2に乗り込み毒ガス弾を発射した機体として登場する。また、第8話にてゲリラの村に迷い込むトップ小隊長機もザクIであり、こちらの機体には隊長機を示す角も付けられている。左肩の球形アーマーに、スパイクを装着するためのアタッチメントがついている点が特徴。第5話にはザクIベースのザクタンクが登場する。
機動戦士ガンダム MS IGLOO
OVA『MS IGLOO -1年戦争秘録-』第2話では、地上の物資集積所の警備用として登場。連邦軍特殊部隊セモベンテ隊の奇襲を受け、ツァリアーノ中佐の鹵獲陸戦型ザクIIに撃破される。時系列的には0079年5月8日であるため、このザクIが史上初の「MSに撃破されたMS」になる。『MS IGLOO -黙示録0079-』第3話では、最初にア・バオア・クーに取り付いた2機のジム改を105mmマシンガンで攻撃、撃破する場面がある。
漫画『機動戦士ガンダム MS IGLOO 603』第4話「蝙蝠はソロモンにはばたく（中編）」では、義勇兵としてジオン軍に加わったエンマ・ライヒらの搭乗機として登場。多くのトラブルを抱えた旧式機であるザクIを与えられ冷遇されている姿が描かれている。第7話「南海に竜は潜む（後編）」ではギュンダー・ローズマン曹長が搭乗。偽装船に搭載され、連邦軍の貨物船を拿捕するが、フィッシュアイによる攻撃で海中に落下する。また、第8話「軌道上に幻影は疾る（前編）」ではヅダとの主力機評価試験においてYMS-05が登場する。
機動戦士ガンダム MS IGLOO2 重力戦線
OVA『機動戦士ガンダム MS IGLOO2 重力戦線』第3話に登場。後方の敵に気を取られたドロバ・クズワヨ曹長の陸戦強襲型ガンタンク3号機を大破させるも、自爆システムを作動させたドロバの機体につかまり道連れにされる。
機動戦士ガンダム THE ORIGIN
高性能だがコスト高により採用が見送られたMS-04（OVA版では「ブグ」と命名）に替わって量産される。
月面でのミノフスキー博士の亡命を巡る連邦軍との史上初の対MS戦「雨の海海戦」（連邦側では「スミス海の虐殺」と呼称）において、ランバ・ラル搭乗のMS-04を含む5機で、ガンキャノン初期型2個中隊（12機）を一方的に全滅させる。この結果は、ラルやシャア・アズナブル、黒い三連星といったエースパイロットの技量によるところもあるが、後方からの火力支援を目的としたガンキャノンに対し、MS同士の接近戦を想定したザクの設計思想の勝利でもあった。なお映像作品ではその逆で、ザクの方がMS以外の敵と戦うことを想定して設計されている。ほかにランバ・ラル隊に合流するタチ中尉の搭乗機は、アニメではMS-06だったものがMS-05に変更されている。
機動戦士ガンダム 宇宙のイシュタム
ジオン側の主人公エリザ・ヘブンの乗機として登場。頭部に追加の装甲板が貼り付けられ、メインカメラを閃光等から守る防護シャッターが取り付けられている。また、腰のウェポンラッチには手放した武器を巻き取るウィンチが装備されている。通常の105mmマシンガンやヒートホークに加え、対人榴弾も使用する。
Developers 機動戦士ガンダム Before One Year War
ジオニック社の下請け工場「ホシオカ」の技術者たちがザクIの試作機を開発するために奮闘する姿が描かれている。のちにジオニックのテストパイロットエリオット・レムとホシオカ社長令嬢にして同社テストパイロットの主人公ミオン・ホシオカとのコンペティションを経て、ザクI（劇中ではザク）が完成。ジオニック社本社工場にてロールアウト初号機が作業機械として発表される。
ゼロの旧ザク
主人公ニルス・テオレルの搭乗機として活躍。本格的な主人公機としての扱いを受けている。
その他のガンダム作品
ゲーム『ギレンの野望 ジオン独立戦争記』のムービーでは、ブリティッシュ作戦においてスペースコロニーへの毒ガス（G3ガス）を注入したシーマ・ガラハウの搭乗機として登場する。なお、同じ場面が描かれた『機動戦士ガンダム めぐりあい宇宙』では搭乗機がザクIIとなっており一定していない。
下記のとおり、ゲーム『機動戦士ガンダム戦記』ではエリク・ブランケ専用機が登場している。ゲーム『ジオニックフロント 機動戦士ガンダム0079』ではゲラート・シュマイザー専用機が登場している他、マット・オースティンがこの機体を愛し新型には絶対に乗らないというこだわりを見せている。

### 他作品での出演
漫画『魔法の少尉ブラスターマリ』では、「1日ザク」（いちにちザク、愛称「1日号」）なる機体が登場する。サイド3のあるコロニーのジオン軍基地で、戦力として数えられることなく格納庫に保管されていたが、謎の女性士官ブラスターマリ少尉が搭乗し、数度にわたりコロニーの危機を救っている。胴体部がザクII改風のボディになっているのが特徴。従来の武装はなく、おかしな格好をした魔法使いからもらった「魔法の布団叩き」「魔法のハエ叩き」を武器に戦う。なお「1日 - 」の名称はブラスターマリの正体であるマリコ・スターマインが子供向けMS図鑑の「旧ザク」という記述を読み違えたことに由来する。
テレビアニメ『∀ガンダム』では、ルジャーナ・ミリシャにより発掘されたボルジャーノン（頭部の左右の支柱がない）として登場する。作中ではザクIとザクIIの双方がこの名で呼ばれているが、ルジャーナ・ミリシャのスエサイド部隊の隊長だったギャバン・グーニーの専用機として、黒く塗装されたザクIが活躍する。
対戦アクションゲーム『機動戦士ガンダム 連邦vs.ジオン』では、第1作では格闘攻撃は（ある程度オリジナルはあるものの）原作通りショルダータックル程度だったが、続編の『DX』以降のシリーズでは多くの格闘攻撃が八極拳のようなモーションへと変化している。
ガンダム世界とはまったく趣きを異にするが、吾妻ひでおの漫画『スクラップ学園』では、酒が切れると転がる生首の群れが見えるアル中教師が登場し、その生首の中にガンダムと中隊長仕様ザクIの頭部が混じっている。ザクIといえば旧型のマイナー機だった当時としては、非常に珍しい登場であった。

## 設定の変遷
『機動戦士ガンダム』放映直後の講談社、ホビージャパン等の出版物では「動力パイプが内蔵されているため動きが鈍く、戦闘には向いていない作業用MS」などと解説されている。劇場版『機動戦士ガンダムIII めぐりあい宇宙』ではマシンガンを装備した姿が新規に描かれ、必ずしも戦闘に使えないわけではないことになった。そもそもガデム自身がザクIを操縦して実戦を経験したという趣旨の発言をしている。
ザクIとIIとの相違点としては、機体各部の動力パイプが内装、右肩のシールドを欠く、モノアイスリット真正面の支柱の存在。左肩アーマーにスパイクを欠く、頭部後方に小さなトサカ状のパーツがある、後頭部下端及び両脚ふくらはぎ下端の裾が円状にえぐれている、などがある。
ザクマシンガンの弾倉はドラムマガジンと呼ばれているが、実際にはパンマガジンであり、トンプソンM1928やPPSh-41などが使用している現実世界における円筒型のドラムマガジンとは構造が異なる。『ガンダムセンチュリー』以来この名称で呼ばれ続け、未だに改められていない。なお105mmザクマシンガンのような、縦にパンマガジンを装備する機関銃は実在するもので重力下での使用に問題云々の非公式設定があるが、『MS IGLOO』の劇中では地球上で問題なく使用されている。

## 原型機

### プロトタイプザク
ムック『ガンダムセンチュリー』の文字設定が初出で、メカニックデザイン企画『M-MSV』でデザインと追加設定がなされた。
ザクIのベースとなった機体。MS-03試作3号機の改良型で、小型熱核反応炉ZAS-X7が搭載され、MS-03の2倍以上の機動力をもつ。装甲も強化され、ようやく実戦に耐えうるMSとなる。
武装はジオニック社が既存の100ミリ速射砲を改造した試製マシンガン（型式番号：ZXM-1）で、「ザク・マシンガン」とも呼ばれる。しかし、操作性や信頼性などすべての点において関係者を満足させることができず、またシミュレーションの結果、対艦戦闘における効果が低いことが指摘され、バズーカ砲の開発が進められる。しかし実用化はのちのザクI用からである。
ザクに繋がる「人型」としてのスタイルは本機でほぼ完全となり、マニピュレーターも人間と同様の5本指のものが採用されるが、装甲によりマニピュレーターの作業半径が小さくなっていることが指摘される。当時の軍部では本機を実戦型MSとして採用するか否かで真っ二つに割れるが、コストが非常に高いこともあり、いくつかの装備を簡略化し、「無駄の排除」をおこなったザクIへ開発順位を進めることで落ち着いている。
漫画『Developers 機動戦士ガンダム Before One Year War』では、宇宙世紀0073年12月に試作機4機による社内コンペティション（ジオン公国軍関係者らも出席）が開催されるが、うち2号機は試作型MS-04を建造したホシオカ社が秘密裏に造り上げたものである。最終選考は2号機と、エリオット・レムが搭乗する1号機との宇宙での競争となり、ミノフスキー粒子の障害をも超えて2号機が勝利する。
後日譚「Project.ex 潜入！ホシオカの秘密」では、0082年にはホシオカに返還されており、スクラップの中に紛れていた核ミサイルをコロニーの外に運び出して処分する際に使用されるが、その際に頭部を失う。なお、ミオンはザクシリーズ（内装火器の無いザクIIまで）は連邦のガンダムを始めとした軍用MSと違って、あくまで作業機であると言い張っている。
雑誌『G20 volume.2』には、「アーリー・ザク」の名称で上記と異なるMS-04の型式番号をもつ機体が掲載された。腕部はプロトタイプザクを基本としているが、そのほかの外観は異なる。ZAS-X7を動力源とする点は同一。全高および頭頂高14.0メートル、ジェネレーター出力962キロワットとされる。また、雑誌『週刊ガンダム・ファクトファイル』ではこれとは別に、『G20』版MS-01とザクIの中間的なデザインの、MS-04の型式番号をもつ機体のイラストが掲載された（イラスト：木下ともたけ）。また、同書の解説ではMS-04の型式番号をもつとされる機体は「アーリー・ザク」と「プロトタイプザク」の2種類が知られているが、どちらが本当のMS-04なのか、あるいは両機にMS-04の型式番号が与えられたのかははっきりしないとしている。

#### 試作型MS-04
漫画『Developers 機動戦士ガンダム Before One Year War』に登場。名称と型式番号は巻末付録の年表による。
作業機器建造会社「ホシオカ」が、宇宙世紀0073年4月にジオニック社の依頼のもと製造した機体で、新型汎用作業機の試作機とされるが、外観は異なるものの内部の基本構造はプロトタイプザクと同じである（ただしマニピュレーターは三本指）。本機からミノフスキー物理学を応用した小型熱核反応炉を搭載しており、これの安全性を含めて中小企業であるホシオカ社に依頼されている。2機が製造されるが、起動試験で機体の駆動部分が最新のOSに追従できていないことが判明、駆動部の微調整とともにOSの改善が進められる。しかし8月の納品後、情報漏洩問題によりホシオカ社の手を離れる。
後日譚「Project.ex 潜入！ホシオカの秘密」では、0082年には1機がホシオカにあり、テオの操縦でミオンのプロトタイプザクとともに核ミサイルの処分をおこなう。アランから無登録のホビーMSかと問われた際にテオは「MS-04は完全な人型汎用作業機。兵器ではありません」と語っている。

## バリエーション

### ザクI（試作型）
漫画『機動戦士ガンダム MS IGLOO 603』に登場（型式番号：YMS-05）。「試作型」は便宜上の名称で、本作およびOVA『機動戦士ガンダム MS IGLOO -1年戦争秘録-』（台詞のみ登場）でも単に「ザクI」と呼ばれる。
ヅダとMS制式採用試験を競った機体で、2機が参加している。後述のA, B型と外観上の差はなく、左肩のアーマーに「YMS-05 <ZEONIC>」と記されている。モノクロでしか確認できないが、全身を一色で塗られていたようである。なお、漫画『虹霓のシン・マツナガ』では、このときのパイロットの一人はエリオット・レム少佐（当時）とされる。

### ザクI（初期生産型）
『モビルスーツバリエーション（MSV）』で設定された。前期生産型とも呼ばれる（型式番号：MS-05A）。
27機が生産され、これらにより教導機動大隊が編成されている。パイロットの養成や戦闘技術の研究がおこなわれ、MSによる基本的な戦法を確立している。同隊はキシリア・ザビ大佐（当時）によって指揮され、シャア・アズナブルも在籍している。ただし同大隊の設立時期はB型のロールアウト後であるとも言われる。

### ザクI（後期生産型）
A型とともに『MSV』で設定された。実戦型とも呼ばれ、一般的に「ザクI」と呼ばれる機体はこのタイプである（型式番号：MS-05B）。
A型の実働データをもとに各部を改修したタイプ。コックピットや装甲材質などが改善されている。外観に変更はないが、胸部装甲が完全な曲面のものに変更されているともいわれる。また、左肩の格闘専用のショルダー・アーマーは本機から標準装備になったともいわれる。ザクIIの量産開始までに793機が生産されており、一週間戦争におけるザクIIとの混成部隊ではザクIIと同じカラーリングがほどこされている。
A型で構成されたと言われる教導機動大隊において、後に「黒い三連星」と呼ばれる第2中隊D小隊の機体はB型であるとされる。カラーリングはダーク・シー・ブルーとされるが、ライト・グレーと黒の塗り分けとする資料もある。
設定の変遷
A型およびB型のロールアウト、および教導機動大隊の編成時期については、設定が錯綜している。
- 書籍『ガンダムセンチュリー』（1981年発行）では「試作型」が宇宙世紀0075年8月に完成、0076年5月に「初期生産型」27機からなる史上初のMS実戦部隊が編成されたとある。ただし同書では一年戦争開戦が0079年11月1日とされるなど、現在の宇宙世紀年表と時系列が異なる。
- 『MSV』（1983年 - 1984年）で初めてA, B型が設定されるも、ロールアウト時期は記載されていない。しかし教導機動大隊の編成を0076年5月としており、『ガンダムセンチュリー』の設定を継承しつつ発展させている。なおMSV設定では一年戦争終戦が0080年1月26日とされるなど、まだ現在の時系列と異なる。
- EBシリーズ（1989年 - ）で現在も使用される宇宙世紀年表が設定され、「試作型」のロールアウトが0074年2月、「実戦型」は0075年5月と改めて設定された。また教導機動大隊の設立はB型以降の0075年11月とされ、MSV設定と異なる。
- プラモデル『マスターグレード』の解説書では、A型のロールアウトはEB設定と同様0074年2月であるが、B型は翌年ではなく同年5月とされ、さらに教導機動大隊の設立はMSV設定と同じ0076年5月とされた。これらの設定は『HGUC』の解説書にも引き継がれている。
- 書籍『GUNDAM OFFICIALS』（2001年）では、A型のロールアウトはこれまで同様0074年2月であるが、翌年7月に量産が決定、8月に実戦用1号機ロールアウトとされた。量産決定時期は「定説になっている」とされるものの出典は不明である。また教導機動大隊の設立は0075年11月とEB設定を採用している。

ザクIの彩色画稿は2種類が存在する。ひとつは設定画に彩色を施したもの（胸が青）、もうひとつは設定画とややプロポーションが異なり、105mmマシンガンを携行しているもの（胸が黒）である。『MSバリエーション・ハンドブック1』（1983年）や『モビルスーツバリエーション2 ジオン軍MS・MA編』（1984年）では胸が黒い画稿をA型としており、B型の画稿は他の『MSV』関連資料でも掲載されていない（ただしB型の外観はA型と変わらないとの文字設定がある）。『Ζガンダムを10倍楽しむ本』（1985年）では胸が青い画稿をA型、黒い画稿をB型としており、これは『MSV コレクションファイル』（1999年 - 2000年）でも踏襲された。『GUNDAM OFFICIALS』（2001年）では胸が黒い画稿をA型、設定画をB型とした。
パーソナルカスタム機

トップ機
OVA『機動戦士ガンダム 第08MS小隊』に登場。トップ小隊隊長のトップが搭乗する現地改修機。スパイクを除去したザクII用のショルダーアーマーを左肩に装備し、各所にも地上戦闘に適した改良が施されている。基本的な武器や仕様はほかの隊長機と変わらないが、Sマインランチャーを装備しているなどより対歩兵を意識した兵装が目立つ。シロー・アマダの発射したロケットランチャーでコクピットを破壊され、機能を停止する。
ランバ・ラル専用機
書籍『機動戦士ガンダム 戦略戦術大図鑑』が初出で、ランバ・ラルが開戦当初に乗っていたとされる。文字設定のみであるが、塗装は青とされる。その後『機動戦士ガンダム ギレンの野望』のゲーム中のムービーおよびユニットとして登場したが、それぞれ塗り分けや仕様が異なっている。ユニットの塗装は青を基調とするが、仕様は量産機と変わらない。ムービーでは両肩にアーマーを装備し、胸部のデザインは『08小隊』版を踏襲、塗装は青を基調とするが胴体はグレー寄りに塗られている。マスターグレードではムービー版でプラモデル化された。また、アクションフィギュア『ZEONOGRAPHY』でもムービー版の仕様で立体化されたが、塗装はほぼグフを踏襲している。
宇宙世紀0078年12月に生産されたバージョンをもとに、局地戦用MSの開発に並行して開発された陸戦用デバイスなどが試験的に装備されている。さらに、受領に当たってはパイロットとなるラル少尉（当時）の意見を取り入れ、おもに前線での使用を考慮した防塵やメンテナンス機能が強化されている。これにより多少の戦闘能力低下が見られるが、総合的な戦力は向上している。
一週間戦争終盤の0079年1月8日、サイド1の工業コロニーに立てこもる連邦駐留軍に対し、ゲリラ戦によって施設を無傷で制圧する。これによりラルの評価はますます高まり、ドズル・ザビは戦場視察の名目で同コロニーで戦勝パレードを開催し、ラルの戦功をたたえたといわれる。その後ルウム戦役を経て地球侵攻作戦に参加、ラルがグフに乗り換えるまでに良好な戦績を挙げている。当初はザクI用のマシンガンを携行するが、のちにザクII用のものに持ち替え愛用している。ドズル・ザビ専用ザクIIと同型の大型ヒート・ホーク (Type L2) も使用しているが、これはドズルが参考にしたという噂もある。また、地球侵攻作戦終了後の戦勝パレードではパーソナル・エンブレムが左肩アーマーに描かれているが、戦闘の際にはふたたび青く塗り直されている。
漫画『機動戦士ガンダム MSV-R 宇宙世紀英雄伝説 虹霓のシン・マツナガ』では、ラルはレビル将軍の脱走を許したことを不問とされる替わりにシン・マツナガとともに一時的に突撃機動軍に転属となり、2月に月のグラナダ基地に配属されるが、ここでも本機に搭乗している。
黒い三連星専用機
ゲーム『機動戦士ガンダム ギレンの野望』が初出。黒い三連星がのちに搭乗する高機動型ザクIIと同様のブラック、パープル、グレーの3色に塗装されている。ゲーム中では、地球侵攻作戦でこの機体に搭乗したとされている。プラモデル『マスターグレード MS-05B ザクI 黒い三連星仕様』の取扱説明書では、のちの黒い三連星が開戦以前より愛機としていた機体を、開戦後の0079年3月の教導機動大隊の特別演習でレストアして再塗装した機体とされる。演習の最中に連邦軍の偵察部隊と遭遇し、これを撃破する。
黒い三連星の機体は短い期間にダークグレー、ダークシーブルーなどの数回のカラーリング変更が確認でき、彼らはMS-05BのあとにMS-06C、MS-06S、MS-06R-1Aと機体を乗り換えるが、ブラック、パープル、グレーの3色になったのはMS-06Sからである。
エリク・ブランケ専用機
ゲーム『機動戦士ガンダム戦記』に登場。「インビジブル・ナイツ」隊長エリク・ブランケ少佐が搭乗する機体。紫のカラーリングで、左肩にザクIIのスパイクアーマーがついており、グフのヒートサーベルを装備している。イフリート・ナハトの奪還作戦で、エリクがイフリート・ナハトの奪取成功に伴い、機体は放棄される。
ゲーム『SDガンダム GGENERATION GENESIS』のシナリオ「機動戦士ガンダム戦記 BATTLEFIELD RECORD U.C. 0081」では、イフリート・ナハトの奪取成功後、ヒルデ・ニーチェに譲られる。
グリーンバーガー専用機
漫画『虹霓のシン・マツナガ』に登場。一年戦争緒戦でシン・マツナガとマイヤーの上官となるグリーンバーガー中尉が搭乗する機体。頭部にブレード・アンテナを装備しており、モノクロでしか確認できないが一般塗装とは塗り分けが異なる。ルウム戦役でジャバウォック隊のセイバーフィッシュに背中から攻撃を受け、満身創痍の状態でサラミス級に特攻するも撃墜される。

### ザクI・スナイパータイプ
メカニックデザイン企画『ハーモニー・オブ・ガンダム』に登場。
旧式化したザクIを長距離狙撃用に改修した機体。ジオン本国からの支援がほぼ打ち切られたキャリフォルニア・ベースにおいて、ゲルググで実用化されたビーム兵器の携帯技術を転用して開発された。サブジェネレーターを搭載した大型のランドセルに換装することにより、長射程のビーム・スナイパー・ライフルが使用可能になっている。頭部には狙撃用にザク強行偵察型のカメラアイが採用されているほか、右膝には狙撃姿勢保持用の特殊なギアが設置されている。近接戦闘時の生還率を高めるため、頭部にはバルカンが装備されているが、ザク・マシンガンを使用する場合もある。
『機動戦士ガンダムUC』では、ジオン軍残党のヨンム・カークス少佐の愛機として登場。頭部にブレードアンテナが装備されている。アニメ版ではさらにビーム・スナイパー・ライフル用の予備バレルの収納ケースがランドセルに2本、機体固定用フックが胸部前面と背部上面に計4か所追加された。また、コクピットは前面の上下左右にモニターパネルが配置されており、一年戦争末期に導入された統合整備計画に準じた仕様となっている。
ゲームなどのメディアミックス作品では、それまでジオン軍に不在だった一年戦争初期から導入できる、いわゆる低コストな機体として、連邦軍のジム・スナイパーに対応する立ち位置の狙撃型MSとして登場することが多い。
劇中での活躍
プラモデル『HGUC ザクI・スナイパータイプ』の付属説明書には、キャリフォルニア・ベースの所属機が、バンクーバーから侵攻してくる連邦軍のMS大隊を阻止すべく、ルッグン隊とともにS3ポイント（シアトル）に展開しジム小隊と交戦する様子が描かれている。
『機動戦士ガンダムUC』小説版でのトリントン基地襲撃では、ガランシェールの上層デッキからラー・カイラムを狙撃後に降下し、コロニーの残骸からの狙撃を担当する。アニメ版のトリントン基地攻防戦においては、ファット・アンクル改のMS格納庫に機体を固定し、高空からの狙撃で友軍のMSを援護しつつトリントン基地内の連邦軍の兵器を多数撃破する。しかし、連邦軍のトライスター隊の反撃に追い詰められ、自ら核融合炉を撃ち抜いて核爆発を起こそうとするが、直前に防がれて撃墜される。
漫画『機動戦士ガンダム0083 REBELLION』では、ガンダム試作2号機とその回収のために降下してきたコムサイの合流ポイントの守備機体として登場するが、ガンダム試作2号機の奪還を目的とした第404空挺部隊のジム・スナイパーカスタムの狙撃によって撃破される。
漫画『虹霓のシン・マツナガ』では、ミネバおよびゼナ・ザビが座乗するグワジン級を追撃する連邦軍部隊に対し、オスカー・シクリッドがザクIIで本機のビーム・スナイパー・ライフルを使用するが、エネルギーはガガウル級駆逐艦「ペルル・ノワール」にケーブルを繋いで供給している。ザクIIの頭部は強行偵察型のものに交換されており、左肩アーマーのスパイクと右肩のシールドが取り外されている。

### ザクI（Q型）
メカニックデザイン企画『MSV-R』に登場。名称は単に「ザクI」と呼ばれる。
旧式となったザクIをレトロフィットした機体。MS-05Bをベースに熱核反応炉を換装し、頭部に動力パイプの追加、肩のアーマーは両肩に装備されている。宇宙世紀0078年に製造、制式採用され第1期改修計画では162機、一年戦争末期に再開され30機足らずのMS-05Bが改修されている。性能向上と規格の共通化によりザクIIとほぼ同様の武装が使用可能となり、最前線の部隊に優先的に配備されている。
パーソナルカスタム機
ノリス・パッカード専用機
『MSV-R』に登場。拳にスパイクを装着した機体はノリス・パッカード少佐（当時）の専用機と言われ、銃身上部に小型の盾を追加したザク・マシンガンを携行している。MS-05Bから本機に乗り継ぎ輸送艦攻撃作戦に十数回参加、地球に降りるまでザクIIに乗ることはほとんどなかったという。カラーリングは紫、赤、ダーク・グレーの塗り分け。
漫画『MSV-R 虹霓のシン・マツナガ』では一年戦争末期にノリス機と同仕様の機体が1コマのみ登場する。時期的にノリスが戦死した後であり、パイロットは不明。

### ザクI（S型）
書籍『機動戦士ガンダム 戦略戦術大図鑑』で、ギャビー・ハザードが最初に搭乗する機体は「(MS-)05S」とされる。またゲーム『ジオニックフロント 機動戦士ガンダム0079』に登場するゲラート・シュマイザー専用機もMS-05Sとされる。B型からの変更点など詳細は不明である。また、OVA版『機動戦士ガンダム THE ORIGIN』にも別のMS-05Sが登場する（後述）。
パーソナルカスタム機
ゲラート・シュマイザー専用機
『ジオニックフロント』に登場。闇夜のフェンリル隊隊長のゲラート・シュマイザー少佐が搭乗する機体。独自のセンサーを導入したMS戦術とともに、視神経に戦傷の後遺症を抱えたシュマイザー用に音響センサーを増設したカスタム機。塗装はザクIIと同様の塗り分けだが、緑色は一段薄い。頭部にブレード・アンテナ、両肩にショルダー・アーマーを装着する。スモークなどによって敵を欺き、ガンダム6号機を撃破する。グフのヒート・サーベルとシールドを装備し、火器はドム・トローペンのラケーテン・バズなどを携行する。小説版では肩にバズーカ砲を固定装備として搭載している。

### プロトザクミノフスキー粒子散布ユニット装備型
『サイバーコミックス01.』および『ガンダムジェネレーション1』掲載の沖一の漫画『STAMPEDE ミノフスキー博士物語』に登場（型式番号：MS-05HS）。
背部ランドセルに円盤型の巨大なミノフスキー粒子散布ユニットと、スラスター一体型のプロペラントタンクを2基ずつ装備している。ベースはザクIとされるものの、頭部はザクIIと準同型で、本体もかなり形状が異なる。散布ユニットの形状に由来する「ミスタードーナッツ」という愛称を持つ。
宇宙世紀0080年にザクIIおよびザクII R-2型らしき機体とともに、連邦軍に亡命したミノフスキー博士の乗る宇宙艦を襲撃し撃沈している。このときの機体は緑を基調として塗装されているが、ほかにブルー・グレーとライト・グリーンを基調とした機体も確認されている。

### その他のバリエーション
ザク武装旧タイプ
書籍『HOW TO BUILD GUNDAM』に模型作例が掲載された機体。製作は勝呂国弘。
ザクIとザクIIの中間型で、ルウム戦役で黒い三連星が搭乗する機体との想定で製作された。ザクIとの主な相違点は胸部形状、左肩のアーマーにスパイクが1本、右肩にザクIIと形状の異なるシールド。塗装はダーク・ブルーを基調とし、3機ともザクII用ザク・バズーカを携行している。
ザクI（作業装備）
玩具『機動戦士ガンダム ロウバストシルエットコレクション』に登場。
南極条約締結以前に生産された耐核装備を有するザクIを転用したもので、放射線汚染の危険性がある場所での作業に用いられる。作業用のランドセルを装備しており、一般塗装の他に作業用ザクと同様に黄色と白に塗装されている機体も確認されている。
ランド・ザック（旧ザク・農地開拓用改修機）
漫画『機動戦士ガンダムMSV戦記 ジョニー・ライデン』に登場。
一年戦争後に民間で改修された農地開拓用のザクI。現地改修機であり、同じ仕様のものは一切存在しない。ジョニー・ライデンが搭乗したとされる機体はブレード・アンテナを装備し、胸部はトップ機ほかと同様。アッグのものと推測されるドリル2基と作業用MS用のスコップを装備しているほか、盗賊などに対抗するためのバズーカ（ラケーテン・バズ）も用意されている。両肩にシールドを装備し、弾倉を改造したと思われる散水装置が3基ずつ取り付けられている。
ザク飛行試験型
曽野由大の漫画『アッガイ博士』に登場。
スウィネン社がザクIを基に試作した飛行型MSで、脚部と肩アーマーはグフ飛行型に近い形状のものになり、背部にはウィングが増設されている。実際に飛行が可能かは不明。
アッザム改修型（リペア）
漫画『機動戦士ガンダム0083 REBELLION』に登場。アッザムをベースに、ザクIの上半身が接合されている。

## 『機動戦士ガンダム THE ORIGIN』におけるザクI
漫画・OVA『機動戦士ガンダム THE ORIGIN』に登場。
細部を除いて原作版とあまり変化はない。武装はのちのザクIIと共通だが、シールドはブグのものを携行する。型式番号にA型とB型の区別はないが、OVA版では後述のS型が新たに設定されている。
劇中での活躍
漫画版の「開戦編」およびOVA版では、史上初のMS戦となる「スミス海の戦い」で地球連邦軍のガンキャノン最初期型部隊を圧倒する。また、OVA版ではルウム戦役でシャアの部下であるデニムとスレンダーが搭乗する（漫画版では搭乗者氏名不詳の機体が1機登場）。
漫画版では原作同様のガデム機のほか、隊長を失ったランバ・ラル隊にザクIIのシールドを右肩に装備した機体が配備され、タチが搭乗する。ヒート・ホークでカイ・シデンのキャノンザクの頭部を破壊するが、ジョブ・ジョンのガンキャノンに羽交い締めにされたところをダニエル・シェーンベルグのガンタンクのバルカン砲によりコックピットを破壊される。ア・バオア・クー防衛戦でも登場し、ハヤト・コバヤシのガンキャノンに馬乗りになりヒート・ホークを振り上げるも、カイのガンキャノンに撃破される。また、叛乱部隊のMSの中にモーニング・スターを携行した本機がおり、キシリア部隊と交戦する。
パーソナルカスタム機
シャア・アズナブル機
「スミス海の戦い」でシャア・アズナブルが搭乗する初期生産型の1機。この時点でパーソナル・カラーである濃淡の赤で塗装されているが、のちに搭乗するザクI S型やザクII S型とは塗り分けが異なる。
黒い三連星機
「スミス海の戦い」で黒い三連星が搭乗する初期生産型。この時点ではドムに連なるパーソナル・カラーではなく、濃淡のシー・ブルーで塗装されている。マッシュ機はMS用バズーカA1型を携行する。
キシリア部隊機
OVA版にのみ登場。キシリア・ザビの親衛隊に配備された機体。頭頂部にはムンゾ保安隊時代にキシリアが率いていた騎兵隊の鉄帽を模した鶏冠状のクレストがあしらわれ、機体色もアッシュ・パープルに塗装されている。ジオン独立戦争緒戦のグラナダ市攻略戦で複数が実戦投入される。

### ザクI S型（THE ORIGIN版）
OVA版にのみ登場。ザクIIに機種転換される過渡期に生産された上位モデル。先行生産されたザクII用の右肩シールドと左肩スパイク・アーマー、ランドセルが装着され、基本性能の底上げがなされている。うち1機がシャアの乗機となり、のちのザクII S型と同様の配色に塗装され、ジオン独立戦争緒戦のフォン・ブラウン宙域戦に参加する。

## 『機動戦士ガンダム サンダーボルト』におけるザクI
漫画・OVA『機動戦士ガンダム サンダーボルト』に登場。
関節部にはシーリングが施されており、足裏には機体固定用の爪が収納されている。バックパックは大型化されメイン・スラスターは縦に2発、左右にスラスター一体型のプロペラント・タンク、およびサブ・アーム1基が装備されている。
かつてサイド4であった暗礁宙域「サンダーボルト宙域」で活動するリビング・デッド師団に濃淡オレンジで塗装された機体が複数配備され、主に艦隊護衛に使用されている（両肩と両膝にスパイクを追加した機体も確認できる）。オレンジと黄色を基調に塗装されており、1機が失われたザクIIの代わりに長距離ビーム砲台「ビッグ・ガン」での狙撃用に回され、ダリル・ローレンツ曹長が搭乗。フルアーマー・ガンダムと交戦になるが、クラッカー（照明弾）により間一髪で逃走に成功する。
同型の機体は一週間戦争でも見られ（グリーンとブルーの標準塗装）、セイレーン機動艦隊にも濃淡ブルーで塗装された作業用の機体（バックパック未装備）が配備されている。
型式番号は「MS-05」と表記されるが、正確にはB型である。

### ザクI・スナイパータイプ （サンダーボルト版）
漫画『機動戦士ガンダム サンダーボルト』に登場する機体。